# Barueri
Barueri este un oraș în São Paulo (SP), Brazilia.